# Hammingova vzdálenost
Hammingova vzdálenost je nejmenší počet pozic, na kterých se řetězce stejné délky daného kódu liší, neboli počet záměn, které je potřeba provést pro změnu jednoho z řetězců na druhý.
Například pro binární slova (čísla) je tato vzdálenost počet bitů, ve kterých se daná slova liší.

## Definice
Pro dva vektory a a b rozměru n je Hammingova vzdálenost dána vztahem
{\displaystyle d_{H}(\mathbf {a} ,\mathbf {b} )=\sum _{i=1}^{n}|a_{i}-b_{i}|}
kde {\displaystyle a_{i}} a {\displaystyle b_{i}} jsou složky vektorů a a b.

## Příklad
```
1010101010
1100110010
——————————  (xor)
0110011000

0 + 1 + 1 + 0 + 0 + 1 + 1 + 0 + 0 + 0 = 4  => Hammingova vzdálenost je 4.
```